# هری جانسون
هری جانسون (به انگلیسی: Harry Johnson) بازیکن فوتبال زادهٔ ۴ ژانویه ۱۸۷۶ اهل کشور انگلستان بود که سابقهٔ بازی در تیم ملی فوتبال انگلستان را در کارنامهٔ خود دارد. وی در تاریخ ۱۷ مارس ۱۹۰۰ نخستین بازی ملی خود را در مقابل تیم ملی فوتبال ایرلند انجام داد و با حضور در ۶ بازی ملی، در تاریخ ۴ آوریل ۱۹۰۳ واپسین بازی ملی‌اش را در برابر تیم ملی فوتبال اسکاتلند برگزار کرد.
این بازیکن توانسته در بازی‌های ملی، ۱ گل به ثمر برساند.